# Me entrego a ti
«Me entrego a ti» es una canción del dúo estadounidense Ha*Ash, integrado por las hermanas Hanna Nicole y Ashley Grace. Se lanzó como el segundo sencillo de su segundo álbum de estudio Mundos opuestos el 27 de noviembre de 2005. Fue compuesta por Soraya, quien se las regaló y se la dedicado a Ashley, porque según sus palabras siempre «la veía feliz y enamorada».
El tema llegó a la cuarta posición en las radios de México. En el año 2016, la canción fue regrabada en acústico en Lake Charles, Luisiana para formar parte de la edición especial de primera producción discográfica en vivo del dúo: Primera fila: Hecho realidad.

## Información de la canción
«Me entrego a ti» fue publicado el día 27 de noviembre de 2005 como el segundo sencillo del segundo álbum de estudio Mundos opuestos. La canción está compuesta por Soraya quien aceptó colaborar y contribuir con esta y otras dos canciones para el dúo de hermanas. Soraya en varias oportunidades invitó al dúo a su casa para componer, “Estoy escribiendo canciones para las chicas. Ya escuché su primer disco y me gustó. Me gustan las chicas, las encuentro auténticas, me gusta su energía; creo que el trabajo que he hecho con mis discos está abriendo el camino a artistas como ellas. Tienen un futuro muy grande, incluso fuera de México" - expreso la cantante. No solo aceptó colaborar y contribuir con esta canción, también les regalo el tema «¿Qué hago yo?» tercer sencillo del álbum Mundos opuestos y el tema «Pedazos» incluida en la versión especial de su primer álbum en vivo Primera fila: Hecho realidad en 2015.
El tema ha sido incluido desde la segunda gira realizada por el dúo, sin embargo, en el último tour la "Gira 100 años contigo" fue incluida inicialmente en el 2018, pero desde 2019 ha sido interpretada en algunos conciertos realizados en México, siento finalmente excluida de las presentaciones.

## Vídeo musical
El vídeo oficial fue estrenado en noviembre de 2005. Dirigido por el productor David Ruiz. Fue subido a las plataforma de YouTube el 25 de octubre de 2009. A fines de febrero de 2019 el vídeo oficial cuenta con 44 millones de reproducciones. En él se ve a las hermanas con un look "country" en un pequeño pueblo, donde están cantando y tocando la guitarra. A medida que avanza se encuentran con dos chicos, quienes las llevan a pasear con su coche hasta que este se queda detenido. Al final las hermanas son llevadas por una camioneta donde terminan en una fiesta, cantando en una fogata, mientras Hanna toca la armónica y Ashley la guitarra.
En una nueva versión en vivo de la canción para la edición especial del álbum Primera fila: Hecho realidad, se estrenó un vídeo el 18 de mayo de 2015. Fue dirigido por Nahuel Lerena y Pato Byrne. El vídeo fue grabado en un lago de la ciudad natal de las hermanas Lake Charles. Al igual que el vídeo oficial se ve a las chicas cantando, mientras una toca la guitarra y la otra la armónica.

## Otras versiones en álbum
En el año 2016 se grabó una nueva versión de la canción, esta vez presentada en forma acústica para la edición europea y latinoamericana de la producción discográfica "Primera fila: Hecho realidad". Fue grabada en vivo en Lake Charles, Luisiana.
| N.º | Título            | Escritor(es) | Director(es)                          | Duración |  |
| 2.  | «Me entrego a ti» | Soraya       | Mitchell · Noriega · Pablo De La Loza | 3:52     |  |

## Créditos y personal
Créditos adaptados de las notas del álbum y AllMusic.

### Grabación y gestión
- Grabado en Brava! Music (Ciudad de México)
- Masterización en Precision Mastering (Los Ángeles, California)
- Baterías en La Bodega (Ciudad de México)
- Mezcla en La Bodega Studio (Ciudad de México)
- Editado en Digital Perfomer
- Administrado por Sony BMG / ATV Discos Music Publishing LLC / Westwood Publishing

### Personal
- Javier Calderón: arreglos, bajo, guitarra eléctrica, guitarra acústica, mandolina
- Dean Parks: pedal steel, lap steel
- Gabe Witcher: violín
- Tommy Morgan: armónica
- Carlos Murguía: hammond b3
- Michelle Batrez: coros
- Áureo Baqueiro: producción, coros
- Memo Gil: mezcla
- Don Tyler: masterización

## Posicionamiento en listas
Listas de posicionamiento incluyendo solo Estados Unidos y México.
| Listas (2005)                    | Mejor posición |
| -------------------------------- | -------------- |
| Estados Unidos (Latin Pop Songs) | 15             |
| México (Top 10 México)           | 4              |